# Исмагилов, Рашид Фаатович
Рашид Фаатович Исмагилов (род. 8 октября 1960 года, Красноуральск, Свердловская область) — российский государственный и общественный деятель, депутат Государственной Думы первого созыва, (член комитета по бюджету, налогам, банкам и финансам). Вице-губернатор Ленинградской области — руководитель представительства Ленинградской области при Правительстве Российской Федерации 2006—2012 год. Президент Ленинградской (Гатчинской) торгово-промышленной палаты 1992—2014 год.

## Ранние годы
Родился в шахтёрской семье. По окончании школы работал электриком на заводе.

## Образование
Дневное отделение юридического факультета Казанского государственного университета по специальности «Правоведение» (1983). Окончил Высшую коммерческую школу Академии внешней торговли СССР (1991); Институт мировой экономики и торговли (Дублин, Ирландия) по программе МВА (1991); Академию народного хозяйства при Правительстве РФ (1995)
Учёное звание: профессор кафедры «Теория государства и права» (2001).
Учёная степень: доктор юридических наук, тема докторской диссертации — «Экономическая безопасность России: теоретико-правовой анализ» (2000). Автор около 100 научных трудов
Магистр бизнес-администрирования, магистр государственного управления.

## Трудовая деятельность
- Старший юрисконсульт, заместитель управляющего строительного треста № 49 Главзапстроя (1983—1989 г. Гатчина)
- Президент финансово-промышленной корпорации «Апекс» (1989—1993), президент страхового общества, вице-президент двух коммерческих банков.
- С 1992 года организатор создания и президент Гатчинской торгово-промышленной палаты; вице-президент Ассоциации приватизированных и частных предприятий г. Санкт-Петербурга.
- Депутат Государственной Думы первого созыва Федерального Собрания РФ по списку «Выбора России»; член комитета по бюджету, налогам, банкам и финансам (1993—1995). В марте 1994 года член инициативной группы по созданию партии Демократический выбор России (ДВР). 14 марта 1995 года вышел из фракции и вступил в депутатскую группу «Стабильность».
- Президент Института проблем региональной безопасности (1995—2002)
- Президент, председатель Правления Ленинградской (Гатчинской) торгово-промышленной палаты (1992—2014)
- Вице-губернатор Ленинградской области — руководитель представительства Правительства Ленинградской области при Правительстве Российской Федерации (2006—2012)
- Член Коллегии адвокатов Санкт-Петербурга. Старший партнер адвокатского бюро «Марсово поле» (2019 — по настоящее время)
- Действительный член Российской академии естественных наук (2023 — по настоящее время)

##### Дополнительная информация
- Руководитель Северо-Западного отделения экспертно-консультационного совета при Председателе Счетной палаты РФ
- Профессор Северо-Западной академии государственной службы при Президенте РФ
- Профессор Санкт-Петербургского университета МВД РФ
- Профессор Академии экономической безопасности МВД РФ
- Действительный член (академик) ряда общественных академий РФ
- Член Правления «Ассоциации юристов Санкт-Петербурга и Ленинградской области»
- Член диссертационного совета (Д. 203.022.01) при Академии экономической безопасности МВД России
- Член редакционных советов федеральных научно-практических журналов:

— «Юридическая наука: история и современность»,
— «Мир политики и социологии»,
— «Правовое поле современной экономики»
- В 2009 году включён в «первую сотню» резерва управленческих кадров, находящихся под патронажем Президента Российской Федерации.

## Награды и звания
- Благодарность Президента Российской Федерации (2010). Другие государственные награды
- Почётный знак ТПП РФ
- Серебряная медаль международного фонда им. А. М. Горчакова
- Награды и поощрения ряда субъектов Российской Федерации: Санкт-Петербурга, Ленинградской области, республики Татарстан, республики Башкортостан
- В 2019 году решением районной Думы Малмыжского района Кировской области № 5/32 от 08.11.2019 г. присвоено звание «Почетный гражданин Малмыжского района»
- В 2021 году решением Совета депутатов муниципального образования «Город Гатчина» Гатчинского муниципального района Ленинградской области четвёртого созыва № 32 от 30.06.2021 г. присвоено звание «Почетный гражданин города Гатчины»[2]
- В 2023 году Указом губернатора Кировской области №97 от 23.06.2023г. награжден почетным знаком «За милосердие и благотворительность»
- В 2024 году постановлением Администрации Малмыжского городского поселения Кировской области №105 от 10 июня 2024 года присвоили мосту 2 в районе здания по ул. Октябрьская д.6 в г. Малмыж имя академика Исмагилова Рашида Фаатовича. С момента подписания данного постановления этот мост именуется как "Мост имени академика Р.Ф. Исмагилова"

## Семья
Женат, двое сыновей — Руслан и Игорь, выпускники юридических вузов; работают по специальности.

## Публикации
- НОУ "Гатчинская гимназия «Апекс»
- Исмагилов Рашид Фаатович. Экономическая безопасность России (теоретико-правовой анализ) : Диссертация на соискание ученой степени доктора юридических наук РГБ ОД 71:2-12/10
- Вице-губернатор Ленобласти Исмагилов ушел из Правительства в науку
- «Экономическая безопасность России» (1999)
- «Экономическая безопасность России: концепция, правовые основы, политика» (2001)
- «Философское наследие Ф. М. Достоевского и его влияние на развитие философии права» (2017)
- «Право и справедливость: исторические традиции и современные модели (Историко-правовой анализ теоретических исследований актуальных вопросов отношения идеи права и идеи справедливости в ХХ-ХХI вв.» (2017)
- «Идея добра в творчестве Ф. М. Достоевского и её влияние на развитие философии права» к 200-летию Ф. М. Достоевского (2021)